# Guardando las apariencias
Guardando las apariencias (Saving face) es una película estadounidense de 2005 dirigida por Alice Wu y protagonizada por  Joan Chen, Michelle Krusiec, Lynn Chen, Jessica Hecht, Ato Essandoh, David Shih, Brian Yang, Nathaniel Geng y Mao Zhao.

## Sinopsis
Wil es una joven neoyorquina de origen chino que se ve obligada a vivir dos vidas paralelas: por un lado, es una hija perfecta dispuesta a coquetear con los ricos jóvenes que su madre viuda le presenta, y por otro es una independiente cirujana que mantiene una relación afectiva con Vivian, una bailarina. La situación se vuelve aún más compleja cuando la madre de Wil aparece embarazada en casa de su hija. Juntas tratan de guardar las apariencias en el seno de la conservadora comunidad chino-americana, para evitar hacer saltar por los aires todo un mundo de tabúes.

## Comentario
En el reparto de este largometraje estadounidense destacan la directora y actriz Joan Chen (Entre El cielo y la tierra, Más allá del odio), en el papel de madre, Michelle Krusiec (La maldición, Papá canguro), como Wil, y Lynn Chen (Little Manhattan), que da vida al personaje de Vivian. La directora de la película es Alice Wu, dedicada hasta ahora a la dirección de cortos, pero que con "Guardando las apariencias" comienza su aparentemente fructífera futura carrera con los largos. Al afamado actor Will Smith (Los hombres de negro) le gustó tanto el mensaje que Alice Wu quería transmitir en el film, que decidió participar en la producción.